# Montezumia nigra
Montezumia nigra är en stekelart som först beskrevs av Edoardo Zavattari 1912.
Montezumia nigra ingår i släktet Montezumia och familjen Eumenidae. Inga underarter finns listade i Catalogue of Life.